# 哈伊姆·魏茨曼
哈伊姆·魏茨曼（Chaim Azriel Weizmann，又拼作或者，希伯来文：‎，1874年11月27日—1952年11月9日）是一位犹太裔化学家、政治家，曾任世界锡安主义组织会长，第一任以色列总统（1949－1952年），并是魏茨曼科學研究所的创建人。

## 生平
出生在俄羅斯帝國品斯克附近的小村庄Motol。1899年毕业于瑞士的弗里堡大学化学系。1901－1903年期间在日内瓦大学教授化学。1904年起执教于英国的曼彻斯特大学，并在此长期从事研究工作。1910年加入英国籍，在第一次世界大战期间（1916－1919年）领导英国皇家海军的实验室。他在化学上的成就是发现了通过细菌发酵取得大量化学产品的方法，被认为是现代工业发酵技术之父。他使用细菌丙酮丁醇梭杆菌来生产丙酮。用丙酮制造的线状无烟火药对协约国方面取得大战的胜利做出了贡献。魏茨兹曼把这个方法以收取版税的形式转让给了“商用溶剂公司”（Commercial Solvents Corporation）。
1917年，他协助贝尔福勋爵写出了《贝尔福宣言》。该宣言称“不得伤害已经存在于巴勒斯坦的非犹太人群体之公民权利和宗教权利”。但魏茨曼却说：“关于阿拉伯问题，英国人告诉过我们，那里有几千万黑人，不过没什么要紧”。他创立了称为合成锡安主义的理论，支持为了以色列建国，采用民间殖民和高层外交斡旋并行的手段。他一般被认为是取向偏中的锡安主义者。

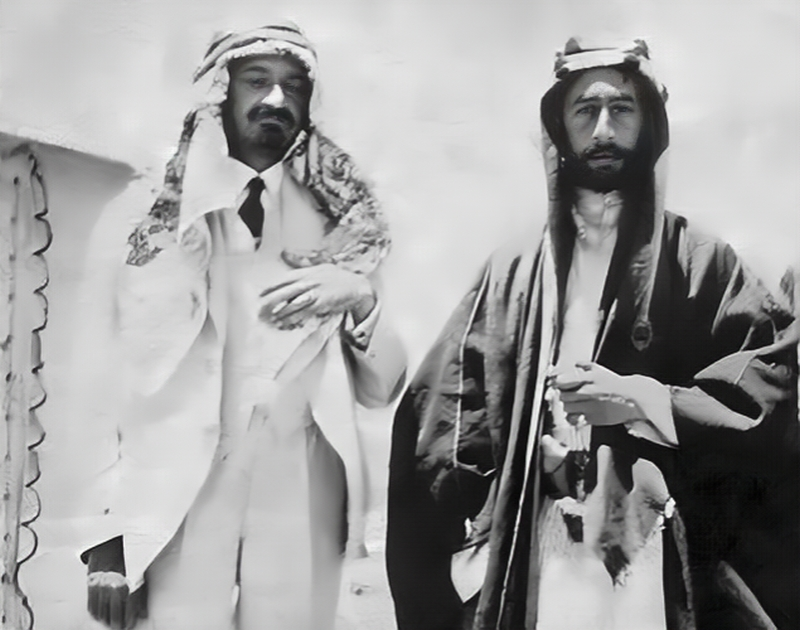
1918年，伊拉克国王费萨尔一世和魏茨曼的合影。后者在左，穿阿拉伯服装以表示友谊

1919年1月3日，他和费萨尔一世签订了费萨尔-魏茨曼协定，在中东建立阿拉伯人和犹太人的联系。1920年以后，他在锡安主义运动中承担了领导地位。1920－1931、1935－1946年间任世界锡安主义组织会长。1921年，他和犹太物理学家爱因斯坦一起参加了一次为耶路撒冷的希伯來大学筹款活动。
第二次世界大战期间，他担任英国供给部的名誉顾问，并在合成橡胶和高辛烷值汽油方面进行研究。（前者是因为日本封锁了英国天然橡胶的来源）。他会见美国总统杜鲁门，并帮助取得了美国对以色列建国的支持。1948年建国后，魏茨曼成为第一任以色列总统。他并且在居住的雷霍沃特，建立了一个研究所，即今天的魏茨曼研究所。此外他还在科学期刊上发表了很多文章。他的侄子埃泽尔·魏茨曼后来也担任了以色列总统之职。
他死於总统任內。

## 名言
- “我们人民的选择，总统先生，是处在建国和灭种之间。”
  - 1948年4月9日，犹太代办处会长魏茨曼对杜鲁门总统